# لئونارد مساریچ
لئونارد مساریچ (کرواتی: Leonard Mesarić؛ زادهٔ ۱۰ اوت ۱۹۸۳) یک بازیکن فوتبال اهل کرواسی است.